# Arion (zoologia)
Arion A. Férussac, 1821 è un genere di molluschi gasteropodi terrestri della famiglia Arionidae. Sono molluschi privi di conchiglia, chiamati comunemente "limacce" o "lumaconi".

## Etimologia
Il nome del genere deriva dal leggendario poeta greco Arione di Metimna.

## Descrizione
Si trovano in molti colori, dal nero all'arancione più vivo.

## Biologia
Si possono vedere più facilmente dopo un'abbondante pioggia oppure con l'umidità notturna, escono fuori dalla terra e si possono incontrare anche sulla strada.

### Alimentazione
Si nutrono di foglie e sono molto voraci, per questo vengono temute negli orti.

## Tassonomia
Il genere Arion comprende le seguenti specie:
- Arion anthracius Bourguignat, 1866
- Arion ater (Linnaeus, 1758)
- Arion atripunctatus Dumont & Mortillet, 1853
- Arion baeticus Garrido, Castillejo & Iglesias, 1994
- Arion circumscriptus G. Johnston, 1828
- Arion distinctus Mabille, 1868
- Arion euthymeanus Florence, 1886
- Arion fagophilus de Winter, 1986
- Arion fasciatus (Nilsson, 1823)
- Arion flagellus Collinge, 1893
- Arion fuligineus Morelet, 1854
- Arion fuscus (O.F. Müller, 1774)
- Arion gilvus Torres Mínguez, 1925
- Arion hispanicus Simroth, 1886
- Arion hortensis A. Férussac, 1819
- Arion intermedius Normand, 1852
- Arion iratii Garrido, Castillejo & Iglesias, 1995
- Arion lizarrustii Garrido, Castillejo & Iglesias, 1995
- Arion luisae Borrèda & Martínez-Ortí, 2014
- Arion lusitanicus J. Mabille, 1868
- Arion magnus Torres Mínguez, 1923
- Arion molinae Garrido, Castillejo & Iglesias, 1995
- Arion nobrei Pollonera, 1889
- Arion obesoductus P. L. Reischütz, 1973
- Arion occultus Anderson, 2004
- Arion owenii Davies, 1979
- Arion paularensis Wiktor & Parejo, 1989
- Arion ponsi Quintana, 2007
- Arion rufus (Linnaeus, 1758)
- Arion sibiricus Simroth, 1902
- Arion silvaticus Lohmander, 1937
- Arion subfuscus (Draparnaud, 1805)
- Arion transsylvanus Simroth, 1885
- Arion urbiae de Winter, 1986
- Arion vulgaris Moquin-Tandon, 1855
- Arion wiktori Parejo & R. Martín, 1990